# Mieczysław Wilczkiewicz
Mieczysław Wilczkiewicz (ur. 4 października 1913 w Przemyślu, zm. 31 lipca 1994) – założyciel i inicjator parków, miłośnik drzew. Z zawodu leśnik-szkółkarz. Studia rozpoczął w Szkole Lasowej Uniwersytetu im. Jana Kazimierza we Lwowie, ukończył po powrocie z Dalekiej Syberii w latach pięćdziesiątych na Wydziale Leśnym Akademii Rolniczej w Poznaniu.
Na podstawie własnych materiałów szkółkarskich założył Arboretum w Lądku-Zdroju. Jako pracownik Instytutu Badawczego Leśnictwa, dzięki ożywionym kontaktom z pracownikami arboretów i ogrodów botanicznych w kraju i za granicą, sprowadził nasiona i sadzonki. Materiał ten został wykorzystany do produkcji roślin w doświadczalnej Szkółce Stacji Instytutu Badawczego Leśnictwa z filią w Romanowie k. Kłodzka.
Dopóki pozwoliło mu zdrowie, prowadził prace z zakresu przebudowy drzewostanów świerkowych w Sudetach, opracował sposoby zakładania drzewostanów nasiennych drzew iglastych i liściastych, zajmował się rozmnażaniem wegetatywnym drzew i krzewów.

## Publikacje
- Jerzy Hrynkiewicz-Sudnik, Bolesław Sękowski, Mieczysław Wilczkiewicz Rozmnażanie drzew i krzewów liściastych, Wydawnictwo Naukowe PWN, Warszawa 1990, ISBN 83-01-07153-2
- Jerzy Hrynkiewicz-Sudnik, Bolesław Sękowski, Mieczysław Wilczkiewicz Rozmnażanie drzew i krzewów nagozalążkowych, Wydawnictwo Naukowe PWN, Warszawa 1995, ISBN 83-01-11826-1